# 國家交響樂團 (美國)
國家交響樂團（英語：National Symphony Orchestra，NSO），是美國交響樂團，總部位於華盛頓特區甘迺迪表演藝術中心。創立於1931年，自1986年成為甘迺迪表演藝術中心的附設團隊。

## 音樂總監
- Hans Kindler 1931年-1949年
- Howard Mitchell 1949年-1969年
- Antal Doráti 1970年-1977年
- 姆斯蒂斯拉夫·羅斯特羅波維奇 1977年-1994年
- Leonard Slatkin 1996年-迄今

## 外部連結
- Conductors of major American orchestras
- National Symphony Orchestra official site*（页面存档备份，存于）
- Profile of the NSO（页面存档备份，存于）